# تاکویا هاندا
تاکویا هاندا (انگلیسی: Takuya Haneda؛ زادهٔ ۱۷ ژوئیه ۱۹۸۷) یک قایقران اهل ژاپن است.
وی در مسابقات بین‌المللی در مجموع برندهٔ ۱ مدال طلا و ۱ مدال برنز شده‌است.